# Vipio nigripalpis
Vipio nigripalpis är en stekelart som beskrevs av Cameron 1906. Vipio nigripalpis ingår i släktet Vipio och familjen bracksteklar. Inga underarter finns listade i Catalogue of Life.